# Behzad Mofidi-Nasrabadi
Behzad Mofidi-Nasrabadi ist ein Vorderasiatischer Archäologe.

## Leben
Von 1990 bis 1994 studierte er an der Albert-Ludwigs-Universität Freiburg Vorderasiatische Archäologie, Altorientalische Philologie und Ethnologie (1994: Magister Artium: „Die ‘Tierkapelle’. Untersuchungen zu einem altorientalischen Bildmotiv“). Nach der Promotion 1997 in Tübingen mit dem Thema „Untersuchungen zu den Bestattungssitten in Mesopotamien in der ersten Hälfte des ersten Jahrtausends v. Chr.“ und der Habilitation 2013 in Mainz mit dem Thema „Planungsaspekte und die Struktur der altorientalischen neugegründeten Stadt Al-Untaš-Napiriša“ lehrt er dort als Privatdozent. Er leitete archäologische Untersuchungen in Tschogha Zanbil (1997–2005) und Haft Tepe (seit 2001).

## Schriften (Auswahl)
- Untersuchungen zu den Bestattungssitten in Mesopotamien in der ersten Hälfte des ersten Jahrtausends v. Chr. Mainz 1999, ISBN 3-8053-2550-9.
- Archäologische Ausgrabungen und Untersuchungen in Čoġā Zanbil. Münster 2007, ISBN 3-89688-308-9.
- Aspekte der Herrschaft und der Herrscherdarstellungen in Elam im 2. Jt. v. Chr. Münster 2009, ISBN 978-3-86835-013-5.
- Vorbericht der archäologischen Ausgrabungen der Kampagnen 2005–2007 in Haft Tappeh (Iran). Münster 2010, ISBN 978-3-89688-418-3.
- Die Glyptik aus Haft Tappeh. Interkulturelle Aspekte zur Herstellung und Benutzung von Siegeln in der Anfangsphase der mittelelamischen Zeit. Hildesheim 2011, ISBN 978-3-88120-860-4.
- Planungsaspekte und die Struktur der altorientalischen neugegründeten Stadt in Chogha Zanbil. Aachen 2013, ISBN 978-3-8440-2333-6.